# Gatunamn i Göteborg

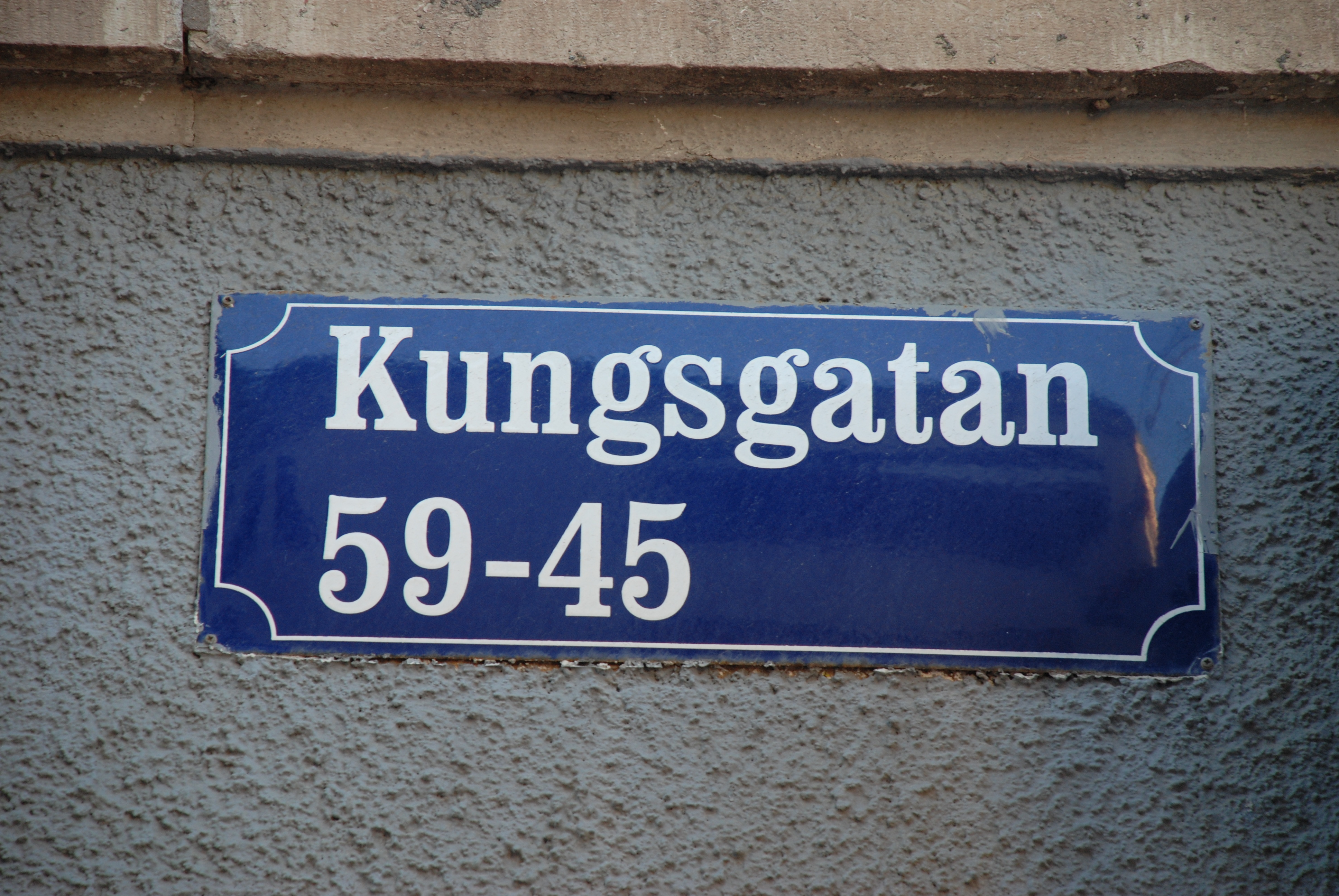
Kungsgatan är en av Göteborgs ursprungliga gator och den äldsta med det namnet i Sverige. Gatan har aldrig haft något annat namn.

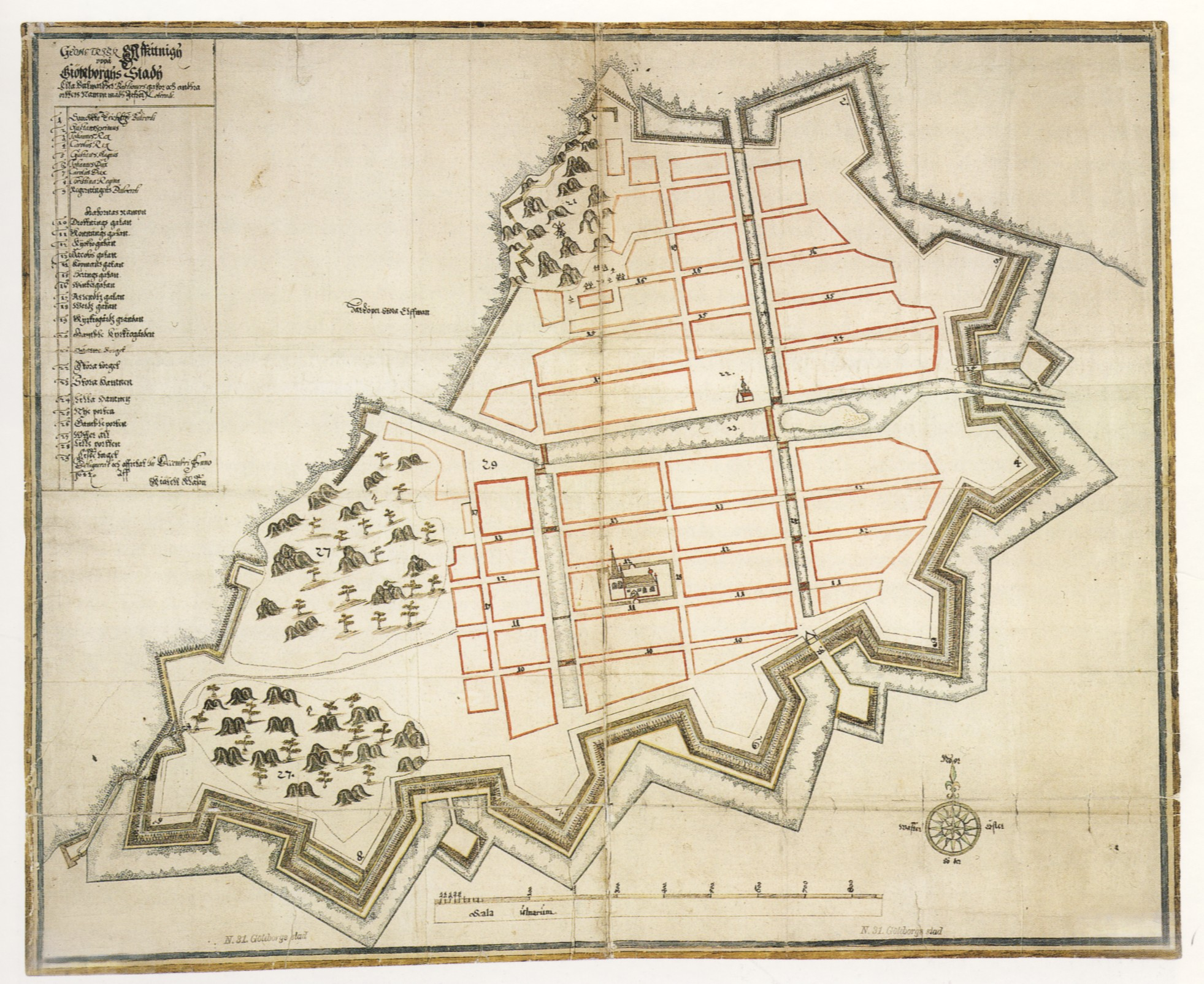
Kiettil Klaessons karta från 1644. Den tidigast kända gatunamnskartan.

Gatunamn i Göteborg har troligen funnits alltsedan stadens grundande 1621, men det finns inga bevarade handlingar om de första gatunamnen. Då staden anlades av holländare, hämtades gatunamnen i flera fall från Amsterdam. Av de ursprungliga gatorna är det endast Kungsgatan och Kyrkogatan som aldrig haft något annat namn; Kungsgatan i Göteborg är också den äldsta gatan med det namnet i Sverige.
På 1700-talet tillkom få nya gator, men i samband med att murarna runt staden raserades i början av 1800-talet fick flera nya gator namn. Under 1800-talet expanderade staden och omkringliggande områden införlivades och på 1880-talet fördubblades antalet gatunamn. Därigenom fanns behov av att ta fram nya principer för hur gator skulle namnges, då det inte räckte till med lokalt motiverade och naturliga namn.
Staden växte under 1900-talet, många nya områden byggdes och gatorna i dessa områden fick gruppnamn utifrån yrken, växter, geografiska namn och musikinstrument.
Antalet namnsatta gator, torg, platser, trappor med mera år 2012 i Göteborg är 6 650, varav inom vallgravarna 101 gator. Längden på dessa är 140,5 mil och ytan 14 miljoner kvadratmeter. Totalt finns cirka 20 379 mellanblåa namnskyltar med vit text uppsatta.

## Stadens grundande

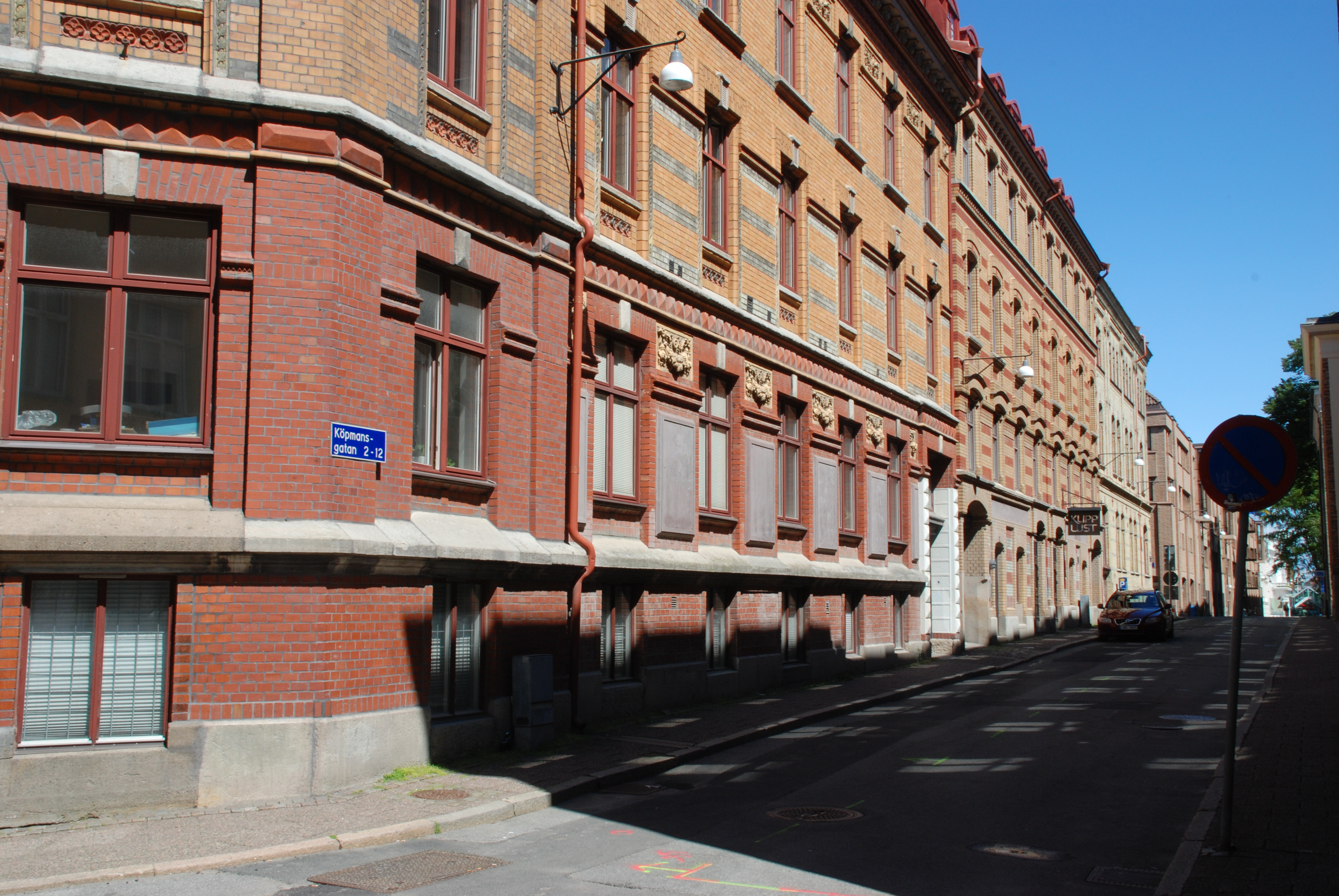
Köpmansgatan i Västra Nordstaden återfinns på de första kartorna över Göteborg.

År 1619 beslöt Gustav II Adolf var det nya Göteborg skulle anläggas och stadsplanen blev klar 1621. Området var tidigare obebyggt och omfattade stadsdelarna Inom Vallgraven och Nordstaden. Arbetet med att anlägga staden och staka ut tomter utfördes av de båda holländska vallmästarna Jan Arents och Jost van Werd. Anläggandet av gator i den nya staden ansågs av stadens styrelse vara en offentlig angelägenhet, varför holländaren Jan Hendriksen anställdes som gatuläggare (straatmaker) och arbetade under åren 1621–1622.
Att staden grundlades av holländare gjorde att vissa gator i Göteborg fick namn direkt från Amsterdam, som med sina kanaler och raka gatunät påminner om Göteborgs stadsplan. Det troligaste är att de första gatunamnen tillkom på officiell väg. Tidpunkt för när det skedde är oklar, men det mesta talar för att det var i samband med stadsplanen 1621. Det finns inga bevarade handlingar om de första gatunamnen, då de förstördes i rådhusbranden 1669.
De första gatornas namn kan beläggas genom Kiätell Klasons karta från 1644 och en äldre karta från perioden 1621–1639. De gator som finns upptagna på dessa kartor är (nuvarande namn inom parentes): Drottnings gatan (Vallgatan), Konungzgatun/Konnungs gatan (Kungsgatan), Kyrkiogatun/Kyrkiogatan (Kyrkogatan), Jacobsgatun/Jacobs gatan (Drottninggatan), Store Hambnan/Stora Hamnen (Södra Hamngatan, eventuellt även Norra Hamngatan), Kiopmansgatun/Köpmansgatan (Köpmansgatan) Häringzgatun/Herings gatan (Postgatan), Wintergatun/Wintergatan (Kronhusgatan), Arendtzgatun/Arrendtz gatan (Magasinsgatan), Wärdzgatun/Werdz gatan (Korsgatan), Kyrkiogardzgatun/Kyrkiogårdz grändan (Torggatan), Store Torgett/Stora Torget (Gustaf Adolfs Torg) och Fiske Torgett/Fiske torget (Lilla Torget). Väderkvarnsgatan (Klädpressaregatan och del av Kvarnbergsgatan) nämns i andra handlingar år 1660.
Flera av gatorna på 1644 års karta saknade dock egentliga namn, utan gick under beteckningar som vid (den eller den) hamnen, vid vallen, under ekskogen och liknande. Till dessa hör de senare Spannmålsgatan och Klädpressaregatan. På våren och sommaren 1621 köptes stora partier sand in av straatmaker Hendriksen, som under dennes ledning användes till fyllning och utjämning av gatupartier. Detta tycks vara första gången som gator avhandlas och benämns, som endast "stadsgatan" och "gatan till borgvallen", där man troligen avsåg gatorna norr och söder om "stora hamnen" samt gatan längs med borgvallen.
Konungsgatan var en av de första gatorna i Sverige som fick detta namn och den äldsta som ännu bär det. Vid sidan av Kungsgatan är det endast Kyrkogatan som aldrig haft något annat namn. Dåvarande sekreteraren i Göteborgs Stad Namnberedningen, Rutger Blidberg, hävdar i en tidningsartikel från 1973 att Kungsgatan, Köpmansgatan (Kiopmansgatun) och Kyrkogatan är de enda kvarvarande från 1621.

## 1600-talet

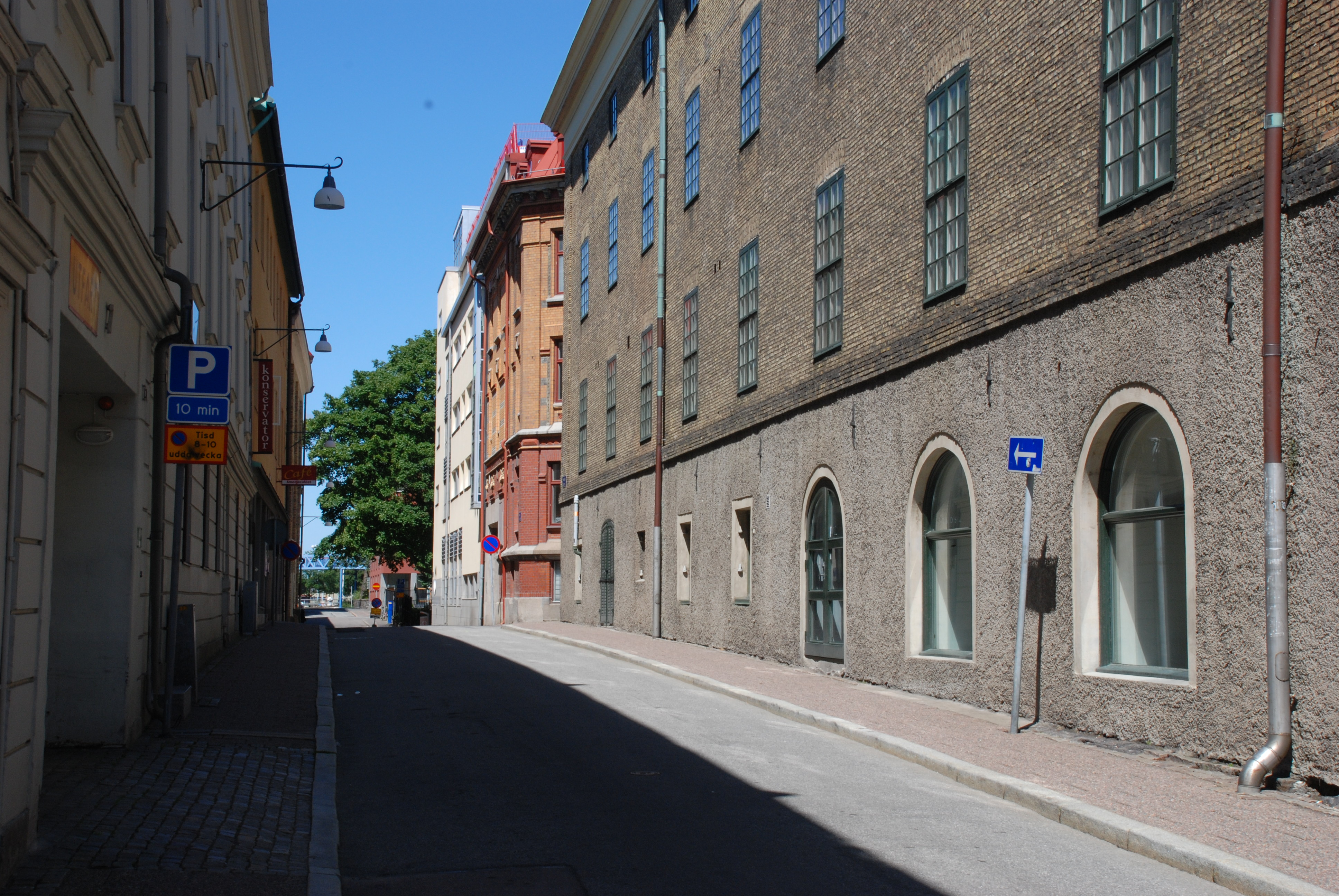
Namnet Smedjegatan i Västra Nordstaden började användas 1681.

Det rådde osäkerhet om namnen fram till den 12 februari 1666, då magistraten tog över ansvaret för gatunamnen och gav Erick Gunnarsson förordnande "att gå omkring och gifwa gaturne stadigwarande nampn". I två protokoll fastställdes därmed namnen för flera gator i staden. De gav oftast namn efter vad gatorna kallades i folkmun. Det var också vanligt att en gata gick under flera namn, och då valde beredningen ut det namn som var det vanligaste. I vissa fall var det dock så att de döpte om gator till ett namn de ansåg vara mer lämpligt.
Redan på de tidiga kartorna finns Spannemålsgatan (Spannmålsgatan) med och är bebyggd, men den fick sitt namn först år 1671. Stora Hamnens gata nämns också 1671, liksom Kvarnebergsgatan. Samma år försvenskades Heringsgatan till Sillgatan. Namnet Smedjegatan började användas omkring år 1681 och Ekelundsgatan, som beslutades 1670, fick sitt namn 1699.
Först 1787 – möjligen i en eller annan rote 1788 – fastslogs tomternas nummer i sina respektive rotar, och husen började då allt oftare att benämnas efter gata och nummer. Men det kunde fortfarande kunde vålla missförstånd, då samma nummer fast i olika rotar, ibland fanns på samma gata. Senare vande man sig att kalla dem efter rote och nummer. Göteborgs Allehanda skrev den 23 november 1787 att mantalsskrivning "utom vallarna" (utanför Inom Vallgraven) för 1788 skedde efter nya jordeboks-husnumren.

## 1700-talet
Västra Hamnegatan (Västra Hamngatan), Östra Hamnegatan (Östra Hamngatan) och Klädpressaregatan nämns första gången 1739.
Det dröjde omkring hundra år innan gator gavs nya namn, vilket gjordes av magistraten 1796. Gatorna hade varit planlagda tidigare, men fick nu namnen Götgatan, Kaserngatan, Lilla Kyrkogatan, Slakthusgatan – ej att förväxla med nuvarande gata med samma namn i Gamlestaden – Tyggårdsgatan och Fredsgatan.
Efter hand bosatte sig folk på Kvarnberget och Stora Otterhällan. De ursprungligen folkliga namnen fastställdes och Norra Liden och Södra Liden nämns 1804, medan Käppslängareliden omnämns 1771 med namnet Käppslängaregatan.

## 1800-talet

Göteborgs utbredning med gator, administrativa indelningar, järnvägslinjer och spårvagnslinjer år 1888.

Förstaden Haga anlades redan 1647 utanför stadsmurarna och de äldsta gatunamnen där fastställdes av magistraten år 1798. Det var elva gator, varav de flesta numera försvunnit. På en karta från 1849 redovisas tretton gatunamn, vilka fastställdes officiellt 1852. Gatorna var Landsvägsgatan, Mellangatan, Västra och Östra Skansgatan, Skolgatan, Husargatan, Sprängkullsgatan, Allégatan, Nygatan, Östergatan, Frigångsgatan, Pilgatan och Bergsgatan. Senare tillkom Kaponjärgatan, Haga Kyrkogata, Hagaparken, Haga Torg och Lilla Bergsgatan.
Från stadsporten vid bastionen Carolus Rex i slutet av Kungsgatan ledde Masthuggsvägen (Järntorgsgatan) västerut, vilken från nuvarande Järntorget (namngivet 1867) delades i Smala Vägen (Första Långgatan) och Breda Vägen. Det beslöts 1861 att Breda Vägen, Smala Vägen och det omgivande området skulle omregleras och Första-Fjärde Långgatan namngavs.
Stadsdelarna Masthugget och Majorna införlivades med staden 1868 och genom stadsfullmäktiges beslut 1882 fastställdes gatunamnen, vilka i de flesta fall var de som använts i stadsdelarna sedan tidigare. Några av de tidiga gatorna i Majorna är Allmänna vägen, Coopmans gata, Tegelbruksgatan, Slottsskogsgatan, Andrews gata, Sågebergsgatan, Majebergsgatan, Pölgatan, Gröna gatan och Kustegatan. Gatunamnen i stadsdelarna slutade alltid på -gatan (eller gata), -liden eller -torget, men aldrig på -gränden. Vid införlivandet behölls oftast namnen, men till exempel Stigbergsliden döptes om till Stigbergsgatan. 1957 återfick gatan sitt gamla namn.
Söderut från Kungsporten ledde sedan tidigt Södra Vägen och 1788 anlades Nya Allén (nuvarande Gamla Allén). Vid mitten av 1800-talet började namnet Korsvägen användas för den plats där Södra Vägen mötte Örgrytevägen.
Österut från Drottningporten vid Drottningtorget ledde vägen längs Fattighusån, vilken 1857 fick namnet Stampgatan, vilket fastställdes 1883.
År 1807 började befästningsverken som omgav staden att rivas, varigenom det gavs utrymme åt nya gator och byggnader. I augusti 1852 fastställdes namnen på de nya gatorna och torgen, till exempel Sankt Eriks Torg, Drottningtorget, Kongsportsplatsen (Kungsportsplatsen) och Kongstorget (Kungstorget). Kongsportsplatsen är ett av de första gatunamnen i Sverige som innehåller efterledet -platsen. Nu infördes också förledet Lilla för smågator i närheten av större gator, till exempel Lilla Kungsgatan, Lilla Nygatan och Lilla Korsgatan – samtidigt som namnet Stora Nygatan fastställdes.
I november 1861 fick fler gator på Otterhällan, vid älven och i Pustervik namn och 1872 fick de första gatorna i stadsdelen Annedal sina namn. Men ännu på 1860-talet fanns det både Inom Vallgraven och i Haga, gator som ännu inte fått ett namn.
De första officiella gatunamnsskyltarna sattes upp år 1875. Det var lättlästa skyltar av emaljerad plåt med vita bokstäver på blå botten, som ersatte de gamla svartvita med svårläst frakturstil.

### Utvecklingen av antalet gatunamn
År 1782 tas cirka 25 namn upp på en karta, år 1855 anges antalet gator och torg till 51, och Göteborgs Adress- och Industrikalender för 1875 innehåller en sammanställning över stadens "Adresser på gator, alléer m.m. inom Göteborg och dess förstäder", till antalet 121. År 1899 var antalet uppe i cirka 330 stycken samt 50 stycken Torg och platser och 31 stycken namngivna broar. Det första, om än i en något kåserande framställning, arbetet som avhandlar Göteborgs gatunamn, kom ut 1911 och tar upp 420 gator, torg, trappor med mera. År 1945 hade antalet nästan fyrdubblats till cirka 1 680 namn, år 1962 var antalet 2 979 namn, 1986 behandlades 5 511 namn i den tredje upplagan av gatunamnsboken och i den fjärde upplagan (2001) tas cirka 6 650 namn upp. I samtliga fyra upplagor förekommer även utgångna namn.

### 1880-talets principer för namngivning
Stadens utbredning var begränsad och därför fanns det sällan behov av att namnge nya gator. Åren 1882 och 1883 skedde en fördubbling av gatunamnen, från omkring 150 till omkring 300. Tidigare hade namnen varit lokalt motiverade och naturliga, men genom det stora behovet av nya namn fick nya namnprinciper tas fram. Den första gatan enligt detta förfarande var Sten Sturegatan (1879), vilken följdes av Engelbrektsgatan, Vasagatan, Bellmansgatan, Odinsgatan, Trollhättegatan, Upplandsgatan och Örngatan. Gatunamn kom också att grupperas till samma del av staden, för att man skulle veta ungefär var en gata låg. År 1880 lämnades ett förslag till stadsfullmäktige om att gatorna i de centrala delarna skulle namnges utifrån Sveriges och Göteborgs historia och gator mellan Fattighusån, Gullbergsån och Göta älv skulle få geografiska namn. Förslaget avvisades. En beredning tillsattes, vilken tog fram tre principer för namngivning av stadens gator – gator skulle behålla sina hävdvunna namn, nya namn skulle kunna härledas till och erinra om stadens topografiska förhållanden, historia och framstående män, samt att det inte skulle ske en gruppering av namn till olika stadsdelar då detta kunde medföra förväxlingar. Dessa principer följdes huvudsakligen vid namngivningarna 1882-1883.

### Gator efter personer
Svenska vetenskapsmän, författare och konstnärer fick ge namn åt gator och 1882 tillkom Linnégatan, Bellmansgatan, Thorildsgatan, Fogelbergsgatan och Molinsgatan. Göteborg har varit donatorernas stad och dessa fick gator uppkallade efter sig – Sahlgrensgatan, Hvitfeldtsgatan och Hvitfeldtsplatsen 1882-1883.

## 1900-talet
I början av 1900-talet uppkallades fler gator efter stadens donatorer Carlander, Carnegie, Fürstenberg, Keiller, Dickson, Ekman, Kjellberg, Lindberg, Renström, Röhss med flera.
 År 1925 uppgick stadens "Gator, Alléer, Torg och Allmänna platser" till cirka 850 stycken, och antalet namngivna broar till 41 stycken.
Under 1900-talet skedde namngivningen ofta utifrån olika kategorier, vilka återfinns i olika stadsdelar. Exempel på detta är:
- Yrken (Buntmakaregatan, Hattmakaregatan, Klensmedsgatan med flera i Utby och Filaregatan, Föraregatan, Konduktörsgatan och Nitaregatan i Älvsborg)
- Klassiska gudar (Apollogatan, Ceresgatan, Herkulesgatan med flera i Lundbyvassen och Lindholmen)
- Geografiska namn (Kungsbackagatan, Varbergsgatan och Falkenbergsgatan i Krokslätt, Kungälvsgatan, Uddevallagatan, Malmögatan och Stockholmsgatan i Bagaregården och samhällen i Bohuslän i Björkekärr)
- Sjöförbindelser (Jyllandsgatan, Hullgatan, Londongatan, Tilburygatan med flera i Bräcke)
- Växter (i Landala Egnahem, Kålltorp, Sävenäs, Skår och Tolered)
- Musikinstrument (Basungatan, Flöjtgatan, Klarinettgatan och Saxofongatan i Kaverös i Järnbrott)

I Södra Guldheden fastställdes 1949 tretton gator enligt principen Doktor Allards Gata och Syster Estrids Gata efter läkare och sjuksköterskor, vilka verkat vid det intilliggande Sahlgrenska sjukhuset. Antalet uppgår år 2012 till 26.
På 1950-talet anlades den nya stadsdelen Kortedala och 54 gator namngavs utifrån almanackan, till exempel Kalendervägen, Tideräkningsgatan, Gregorianska Gatan, Årstidsgatan, Minutgatan, Kvartsekelsgatan, Januarigatan (totalt nio av årets månader gav namn åt gator), Adventsvägen, Söndagsgatan med flera.
1950 namngavs gatorna i Högsbotorp med förled från myntslag och mynttyper, till exempel Banko-, Guldmynts-, Plåtmynts- och Örtugsgatan. Samma år fick 31 gator i Järnbrott namn efter radiostationen i området, till exempel Radiotorget, Bildradiogatan, Kondensatorsgatan och Marconigatan.
Området Björkekärr anlades i slutet av 1940-talet och 26 gator fick 1948 namn med anknytning till träförädlingsindustri och Sävenäs fabriker vid Säveån. Några av gatorna är Barkspadesgatan, Hyvelspånsgatan, Kantsågsgatan, Lådämnesgatan och Tummaregatan. Tummaregatan utgick senare och föreslogs på nytt 1953, men förkastades, då det var alltför likt Tumlaregatan i Kungsladugård.
I Högsbo industriområde fick 15 gator år 1956 namn som började på Frö- och slutade på -gatan, då de låg i närheten av Frölundagatan i Västra Frölunda före detta socken. Gatorna var Fröfäste-, Frögömme-, Fröhandels-, Fröhus-, Fröhylse-, Fröklövers-, Fröknopps-, Frökontrolls-, Frökorns-, Frökotte-, Frömjöls-, Fröodlare-, Fröplante-, Fröprovs- och Frörensaregatan.  Namnförändringar skedde 1966, 1968 och 1972, då flera av gatorna kom att ingå i Fröfästegatan, Frökottegatan och de 1966 och 1972 tillkomna Frögatan och Frövingegatan. Frötallsgatan tillkom 1966, Fröullsgatan 1968 , Fröårsgatan 1967 och Fröämnesgatan 1966. De tre senare utgick redan 1972. Industriföreningen i området begärde att gatorna skulle namnändras, vilket skedde 1988, varvid gatorna fick namn efter göteborgska näringslivspersoner.
Stadsdelen Biskopsgården byggdes på 1950-talet och 25 gator med efterledet -vädersgatan tillkom, till exempel Blidvädersgatan, Blåsvädersgatan och Åskvädersgatan. Även förledet Väder- användes, som i bland annat Väderlekstorget, Väderstrecksgatan och Vädertjänstgatan.

## 2000-talet
Under 2000-talet har det skett ett antal ändringar av gators sträckningar liksom att gator har utgått helt.
År 2011 beslöt kulturnämnden att minst hälften av de gator som inte får neutrala namn bör namnges efter kvinnor. Enligt statistiken för de senaste fem åren fick 81% av gatorna neutrala namn, medan 12% namngavs efter män och 7% efter kvinnor.

## Mot – planskilda korsningar
Ordet mot används i Göteborg för att beteckna planskilda korsningar mellan motorvägar eller motorvägar och andra vägar. De första moten, längs motorvägen Göteborg–Kungälv, gavs namnen Backadalsmotet, Brunnsbomotet, Bäckebolsmotet, Leråkersmotet och Tingstadsmotet i juni 1958. Senare tillkom Kärramotet längs samma väg. Ordet mot är fornnordiskt och betyder ungefär detsamma som möte.

## Skrivning av gatunamn

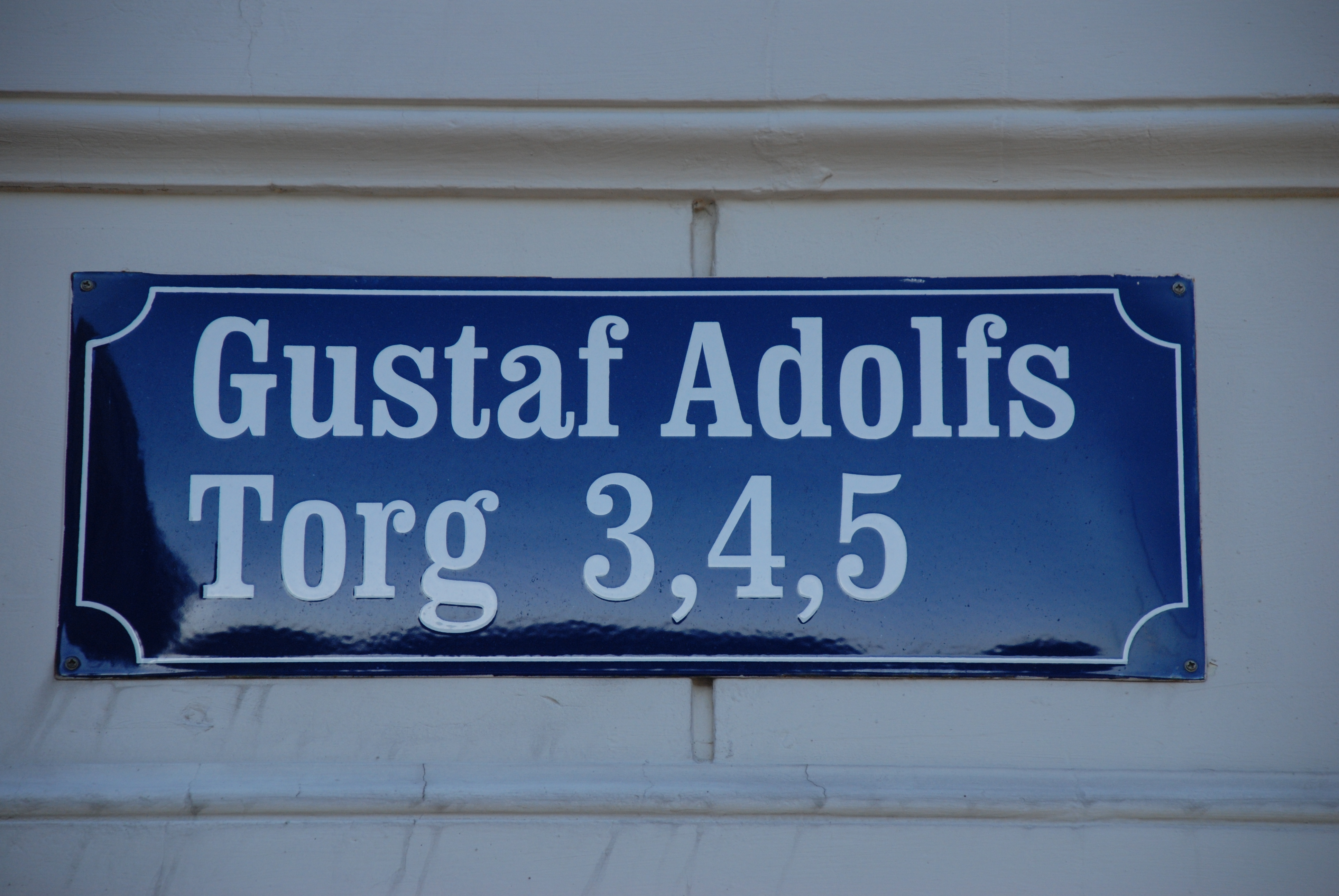
Gustaf Adolfs torg hette ursprungligen Stora Torget och namnändrades 1854 i samband med avtäckningen av kungastatyn.

Det rådde länge osäkerhet om hur gatunamnen skulle skrivas, men den 1 juni 1944 beslöt gatunamnsberedningen att varje ord i flerordiga gatunamn skall börjas med stor bokstav. Det innebär att Göteborgs gator av staden/kommunen skrivs till exempel Östra Hamngatan, Södra Vägen, Nya Allén, Gröna Gatan, Drottning Blankas Gata, Nya Allén, Lundby Strandgata och Sareks Trappgata. Undantaget från inledande versal är i till exempel von Gerdesgatan och de Geersgatan.
Stadens centrala torg, uppkallat efter grundaren Gustav II Adolf, stavas officiellt Gustaf Adolfs Torg sedan 1959.

## Namnberedningen
Magistraten skötte stadens namnfrågor fram till 1880, då en namnberedning tillsattes av stadsfullmäktige, dock ej permanent utan den sammankallades vid behov. Göteborg var vid denna tid fullbygd innanför vallgraven och takten ökade kraftigt efter den första stadsplanen 1864, för området kring Kungsportsavenyen och Vasagatan. Den omfattande inkorporeringen av Majorna 1868 bidrog starkt till behovet av ny struktur.
År 1919 beslöts att Göteborg skulle ha en ständig gatunamnsberedning, Göteborgs gatunamnsberedning, vilken utsågs av drätselkammaren och hade fyra medlemmar och en suppleant. Från 1955 blev gatunamnsberedningen ett rådgivande organ till fastighetsnämnden och namnen fastställdes av stadsfullmäktige. År 1959 beslöts att tillsätta en beredning om sju ledamöter, sex politiskt valda och en opolitisk sekreterare, direkt under stadsfullmäktige för att lämna förslag på gatunamn till fullmäktige. Namnet ändrades 1974 till Göteborgs kommuns namnberedning.
Namnberedningen, som numera lyder under kulturnämnden, ger förslag till namn på gator, torg och platser, vilka därefter fastställes av kulturnämnden.

### Fotnoter
1. ↑  Bildradio = telegrafering (överföring) av bilder per radio.[34] Ej att förväxla med "bilradio".